# Восстание Черниговского полка
Восстание (бунт) Черниговского полка — одно из двух восстаний декабристов, произошедшее уже после выступления на Сенатской площади в Санкт-Петербурге 14 (26) декабря 1825 года. Происходило с 29 декабря 1825 года (10 января 1826 года) по 3 (15) января 1826 года в Черниговском полку Русской императорской армии, расквартированном в Киевской губернии Российской империи.

## Подготовка восстания
Восстание было организовано Южным обществом декабристов. Изначально оно планировалось заговорщиками на 1826 года как восстание всей 1-й армии. Непосредственная подготовка начата в связи с кончиной императора Александра I. С. И. Муравьёв-Апостол, его брат М. И. Муравьёв-Апостол 24-28 декабря 1825 года (5-9 января 1826 года) и М. П. Бестужев-Рюмин посетили несколько полков 1-й армии в надежде привлечь их к выступлению, но они не увенчались успехом. С. И. Муравьев-Апостол вместе с братом Матвеем 24 декабря отправился в Житомир, чтобы сообщить членам общества о своем намерении начать выступление, опираясь на Черниговский полк, и заручиться их поддержкой. Из Житомира братья выехали в Любар, где был расположен Ахтырский гусарский полк, которым командовал член общества А. 3. Муравьев.
27 декабря 1825 года (8 января 1826 года), вскоре после прибытия братьев Муравьевых в Любар, сюда прискакал М. П. Бестужев-Рюмин, который сообщил, что командир полка Г. И. Гебель получил приказ об аресте С. И. Муравьева-Апостола, но, не застав его в Василькове, выехал вместе с жандармским офицером на его розыски.
С. И. Муравьев-Апостол предложил А. Муравьеву немедленно собрать Ахтырский полк, идти на Троянов, увлечь за собой расположенный там Александрийский гусарский полк, затем двинуться на Житомир и арестовать там командование 3-го пехотного корпуса. Захват ее и арест командования предотвратили бы возможность организации сил для подавления восстания.
А. З. Муравьев отказался выступить тотчас же, но обещал поддержать восстание Черниговского полка. 28 декабря 1825 года (9 января 1826 года) Муравьев-Апостол и его спутники прибыли в деревню Трилесы, где стояла 5-я рота Черниговского полка, командиром которой был член Общества соединенных славян А. Д. Кузьмин.
По приказу С. И. Муравьева-Апостола М. П. Бестужев отправился в Новоград-Волынск, чтобы организовать там выступление частей, в которых служили члены тайного общества. С. И. Муравьев-Апостол послал в Васильков солдата с запиской и предложил членам общества, командирам рот, Кузьмину, М. А. Щепилло, В. Н. Соловьеву явиться к нему. Получив записку, эти офицеры, к которым присоединился И. И. Сухинов, немедленно выехали в Трилесы, где после известия о восстании в Петербурге командир полка Гебель лично арестовал подполковника С. И. Муравьёва-Апостола.
29 декабря 1825 года (10 января 1826 года) офицеры полка Кузьмин, Соловьёв, Сухинов и Щепилло освободили Муравьёва-Апостола в селе Трилесы, при этом совершив нападение на арестовавшего его командира полка — подполковника Густава Ивановича Гебеля. Когда Гебель отказался не только освободить братьев Муравьевых, но и объяснить причины их ареста, участники заговора нанесли ему 14 штыковых ран. Впоследствии подполковнику Гебелю, чьи раны оказались не опасны для жизни, удалось спастись. Воспользовавшись оплошностью бунтовщиков, он с помощью рядового 5-й роты Максима Иванова и ряда знакомых и доброжелателей сумел добраться до дома.

## Ход восстания
30 декабря 1825 года (11 января 1826 года) восставшие вступили в город Васильков, где захватили всё оружие, боеприпасы, продовольствие и полковую казну. Полковая казна составляла около 10 тыс. руб. ассигнациями и 17 тыс. руб. серебром. К восставшим присоединились 3 роты полка. 31 декабря 1825 года (12 января 1826 года) декабристы заняли Мотовиловку, где перед строем был оглашён «Православный катехизис» — прокламация восставших, составленная Муравьёвым-Апостолом и М. П. Бестужевым-Рюминым. Командир полка говорил о необходимости провозглашения свободы в России, о сокращении срока военной службы, об облегчении положения крестьян и призывал солдат защищать свободу. Вечером 1 января (13 января) 1826 года восставшие роты выступают из Мотовиловки. Штаб восстания отказался от немедленного похода на Житомир из-за недостаточности наличных сил и провала попыток М. П. Бестужева-Рюмина установить связь со славянами и расположенными поблизости Кременчугским и Алексопольским полками. Из Василькова повстанцы двинулись к местечку Брусилов, близ которого к ним примкнули ещё почти 2 роты полка, а затем повернули на Белую Церковь, где они рассчитывали соединиться с 17-м егерским полком, избегая столкновения с превосходящими силами правительственных войск и потом идти на Житомир. По пути движения восставшие провозглашали в селах и местечках вольность крестьян. Местные жители с большим сочувствием относились к восставшим. Гренадерской роте под командованием капитана Козлова в полном составе удалось ускользнуть от восставших. Узнав, что 17-й егерский полк выведен из Белой Церкви, восставшие 3 января (15 января) 1826 года направились вновь на Ковалевку и Трилесы, откуда они начали свое выступление, намереваясь прорываться к Житомиру, стремясь соединиться с частями 8-й пехотной дивизии, где служили члены Общества соединённых славян. При занятии Ковалёвки офицерами была уничтожена революционная переписка, а солдат полка уже с трудом удавалось держать в повиновении.
При селе Устимовке 3 января 1826 года полк был разбит правительственными войсками под командованием генерал-майора барона Фёдора Гейсмара. Вверенные Гейсмару силы, используя преимущества пересечённо-лесистой местности, ожидали мятежников в засаде. Подпустив полк на расстояние выстрела, артиллерия открыла огонь ядрами без предупреждения. Муравьев-Апостол рассчитывал, что артиллеристы не будут стрелять по его людям. Глава мятежа подполковник Сергей Муравьёв-Апостол отдал приказ продолжать движение прямо на пушки, которые, стреляя теперь уже картечью, нанесли ощутимый урон рядам восставших и рассеяли их колонну, а затем полк атаковали кавалерией, поскольку у Гейсмара под рукой также было 2 эскадрона гусар Мариупольского полка и 2 эскадрона полка принца Оранского. Всего 2 пушки правительственных войск дали 9 картечных выстрелов.
Сергей Муравьёв-Апостол был в этом бою тяжело ранен, а его брат Ипполит — убит картечью (по другим данным — застрелился), также погиб Щепилло. 895 солдат и 6 офицеров были взяты в плен.

#### Поведение руководителей восстания
У руководителей восстания отсутствовали ясные цели, об этом свидетельствует их странный маршрут, напоминающий собой восьмёрку. Новые цели и, соответственно, направления движения начинались и тут же бросались. Единственной надеждой на успех было распространение мятежа среди армейских частей по принципу цепной реакции. Эта надежда не оправдалась.
Основная солдатская масса участвовала в восстании несознательно, будучи втянута в него офицерами, и без полного понимания того, что совершает, без осознания целей восстания. Для этого декабристами использовались любые средства: от простого приказа старшего по званию до раздач денег примкнувшим к мятежу и сознательной лжи. Уговаривая солдат и колеблющихся офицеров примкнуть к мятежу, Сергей Муравьёв-Апостол уверял их, что сам он получил официальное назначение полковым командиром вместо раненого им Гебеля, а всё высшее руководство физически уничтожено. Отправной точкой для обоснования мятежа было утверждение о том, что, присягнув Константину Павловичу, армия должна сделать всё возможное для его сохранения на престоле. Своего младшего брата, Ипполита, прапорщика квартирмейстерской части, он представлял как курьера цесаревича Константина, привезшего приказ, чтобы Муравьёв прибыл с полком в Варшаву. Декабристы убеждали солдат, что вся 8-я дивизия восстала в поддержку воцарения Константина Павловича. Вершиной этой пропаганды стало утверждение подполковника Сергея Муравьёва-Апостола, который за несколько часов до разгрома восстания, узнав о приближении правительственных войск, убеждал подчинённых, что войска эти присланы не для подавления мятежа, а для соединения с ними.

#### Поведение рядовых и нижних чинов
Свидетельские показания и прочие документы о восстании сообщали, что большинство рядового состава мятежников на протяжении всего восстания находились в нетрезвом состоянии. Часты были и случаи грабежей мирного населения. Так, например, владелец трактира Иось Бродский заявил об украденных у него солдатами Черниговского полка 360 ведрах водки.
Часты были случаи грабежа не только арендаторов и состоятельных людей, но и простых обывателей: у «вдовы Дорошихи», например, украли «кожух старый», оцененный Панковым в 4 рубля ассигнациями, на такую же сумму понёс убытков житель Василькова Степан Терновой. Солдаты Юрий Ян, Исай Жилкин и Михаил Степанов обвинялись в том, что «в селе Мотовиловке отбили у крестьянина камору и забрали <…> вещей на 21 рубль».
Показательным является поведение солдат, которые в трудный момент поражения восстания отвернулись от своего руководителя: «Раненный в голову картечью, Сергей Муравьёв схватил было брошенное знамя, но, заметив приближение к себе гусарского унтер-офицера, бросился к своей лошади, которую держал под уздцы пехотинец. Последний, вонзив штык в брюхо лошади, проговорил: „вы нам наварили каши, кушайте с нами“», — сообщал в Петербург один из военных следователей, граф Георгий Ностиц. Фамилия рядового была Буланов, он числился в 1-й мушкетёрской роте. Ударил же он штыком лошадь командира, решив, что тот хочет ускакать, скрыться от ответственности. «Нет, ваше высокоблагородие, и так мы заведены вами в несчастие», — такими, по другим источникам, были слова Буланова.

## Последствия восстания
Пленные мятежники содержались в Ковалёвке под прицелами 2 заряженных картечью орудий, окружённые пехотой генерала Гейсмара.
Верховный уголовный суд по делу декабристов приговорил Сергея Муравьёва-Апостола и Бестужева-Рюмина, «взятых с оружием в руках», к смертной казни через повешение. Приговор был приведён в исполнение в Петербурге 13 (25) июля 1826 года. Вместе с ними казнены лидер Северного общества Рылеев, убийца генерала Милорадовича Каховский и руководитель Южного общества Пестель. Матвей Муравьёв-Апостол был приговорён к 20 годам каторжных работ и последующему поселению в Сибири. Для рассмотрения дел остальных «участвовавших в мятеже или к оному прикосновенных» офицеров 18 января 1826 года в Могилёве была организована комиссия особого военного суда под председательством генерал-майора И. А. Набокова, а нижних чинов и полкового священника Кейзера — в Белой Церкви, под председательством генерал-майора Антропова. Соловьёв, Сухинов, Быстрицкий и Мозалевский были приговорены к пожизненной каторге. Погибших Ипполита Муравьёва-Апостола, Щепилло и Кузьмина похоронили в общей могиле. Над ней не велено было ставить памятников, а вместо этого их имена были прибиты к символической виселице. Все захваченные в плен мятежники были лишены чинов. 135 человек, изобличённых в злонамерении, кроме тяжело раненых и выходцев из привилегированных сословий, были подвергнуты телесному наказанию — пропущены сквозь строй, а затем отправлены на каторгу или Кавказ. 805 человек рядовых солдат без суда также переведены на Кавказ.
Впоследствии полк был переформирован. Сохранившая верность присяге гренадерская рота в полном составе была переведена в гвардию — в Лейб-гвардии Московский полк.

## В литературе
Пушкин планировал повесть о восстании и даже написал небольшой пролог о прапорщике, едущем «в местечко В.» (Васильков) в мае 1825 года — текст известен как «Записки молодого человека».

## Кино
- Союз спасения (2019)
- Союз Спасения. Время гнева (2022)